# Fifi, gars du maquis
Fifi, gars du maquis (Fifi, ragazzi della macchia), è una serie a fumetti pubblicata sul periodico Vaillant.

## Descrizione
Prima della seconda guerra mondiale, Fifi lavora in una fabbrica chimica. Con i tedeschi che saccheggiano, deportano e uccidono i giovani francesi , Fifi lascia la sua famiglia e i suoi amici per unirsi alla Resistenza interna francese. Fifi, giovane membro di un gruppo di partigiani, combatte per liberare la Francia dall'occupazione tedesca.
Dopo aver annientato le ultime sacche di resistenza tedesca, si arruola all'esercito regolare francese del Reno e del Danubio per inseguire i tedeschi.

## Storia

### Prima storia: Fifi gars du maquis
Fifi ragazzo partigiano, di Michel d'Eaubonne e poi di Roger Lécureux alla sceneggiatura e Auguste Liquois all'illustrazione, è stato pubblicato dal n. 31 (1 giugno 1945) al n. 38 (1945).
Questa prima storia racconta la liberazione di Limoges.
Con istruzioni speciali, Fifi deve recarsi a Marsiglia per consegnare una lettera segreta. Fifi partecipa a molti atti di resistenza. Fa parte dell'FTP (Francs-tireurs et partisans). Viene catturato e torturato dalla Milizia francese, poi liberato dai suoi compagni partigiani.
Questa storia si conclude bruscamente nell'ottava tavola: Vaillant è vittima del suo successo. In effetti, il Ministero dell'Informazione chiese a Vaillant, tra le altre cose, di sopprimere i fumetti. Per leggere il resto di questa prima storia, dovrete procurarvi la storia completa pubblicata in forma di album nel novembre 1945, nella raccolta C'est un album Vaillant.
Michel Debonne, un giovane studente, inizia questa prima storia di Fifi, ma Roger Lécureux lo aiuta a tirare fuori Fifi dalle situazioni impossibili in cui l'autore lo ha fatto precipitare.
René Moreu, caporedattore, affida la sceneggiatura a Roger Lécureux intorno alla quinta tavola di Fifi, senza sospettare di scoprire la sua vocazione per la narrazione. Questa sarebbe stata la sua prima storia importante e l'inizio di una lunga e fruttuosa carriera.

### Seconda storia: Reno e Danubio
Reno e Danubio, di Roger Lécureux (sceneggiatura) e Auguste Liquois illustratore), è stato pubblicato dal numero 49 (7 febbraio 1946) al numero 63 (1946).
Questa storia è stata poi pubblicata come racconto completo nel numero 2 della raccolta C'est un album Vaillant nell'aprile 1947.

### Terza storia: L’imbattable Fifi
L'imbattable Fifi, di Roger Lécureux (sceneggiatura) e Raymond Cazanave (illustratore), è stato pubblicato dal n.118 (14 agosto 1947) al n.132 (1947).
Questa terza e ultima storia è una serie di imprese, scelte tra le più audaci della resistenza, in cui Fifi e i suoi compagni trionfano grazie alla loro abnegazione.